# Eliomys quercinus
Eliomys quercinus là một loài động vật có vú trong họ Gliridae, bộ Gặm nhấm. Loài này được Linnaeus mô tả năm 1766.

## Hình ảnh

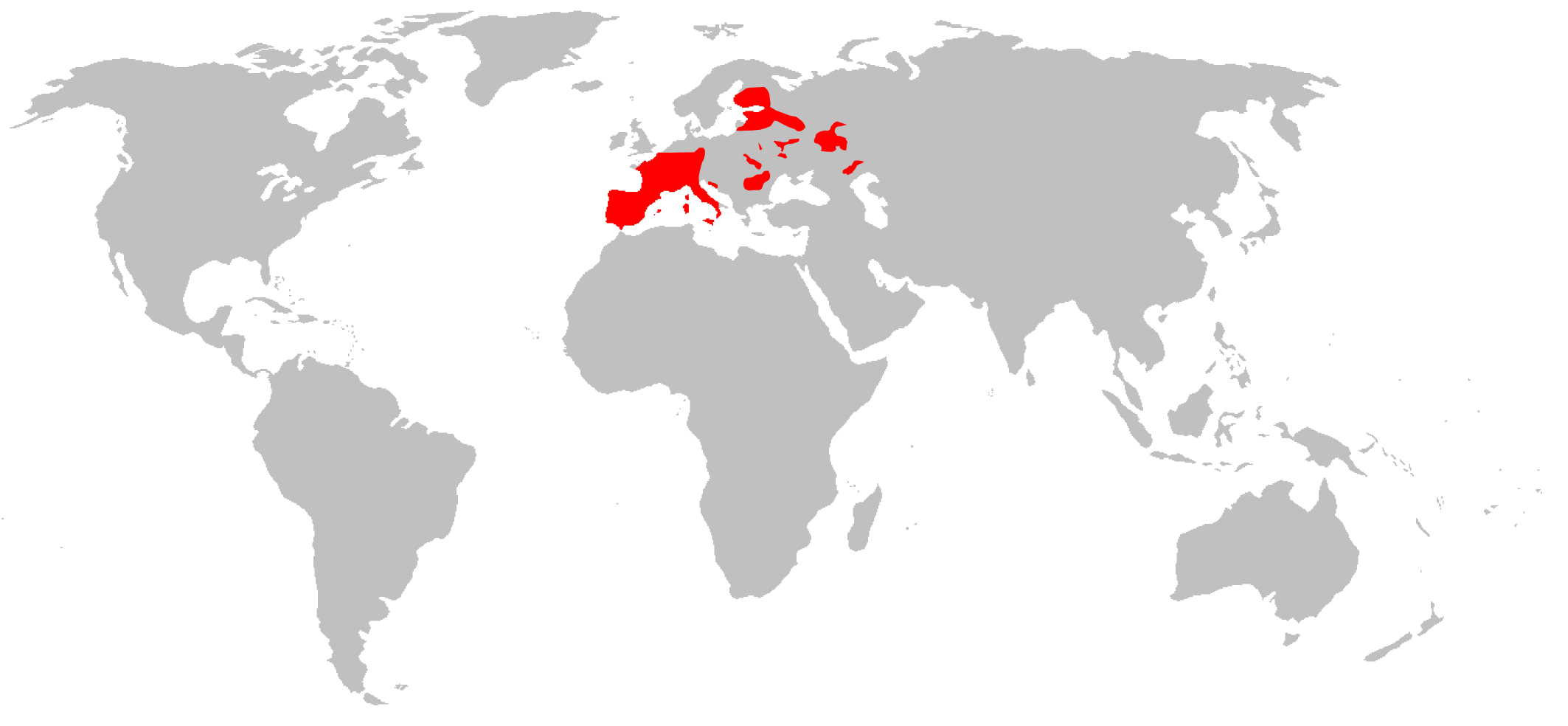
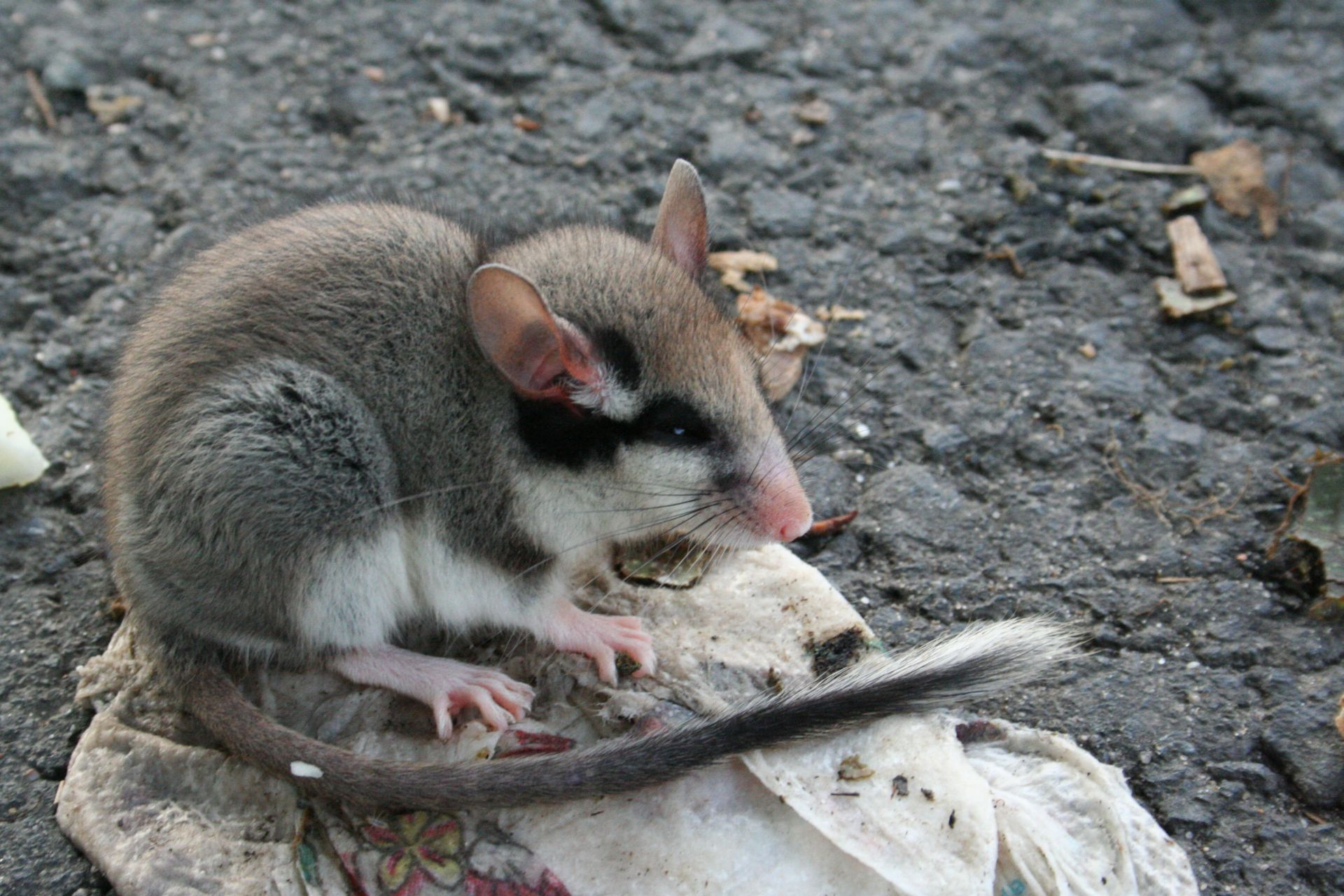
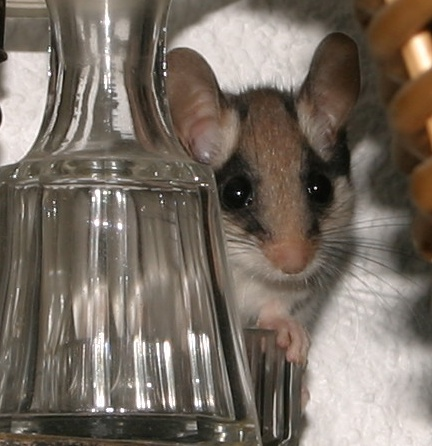
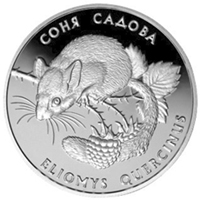
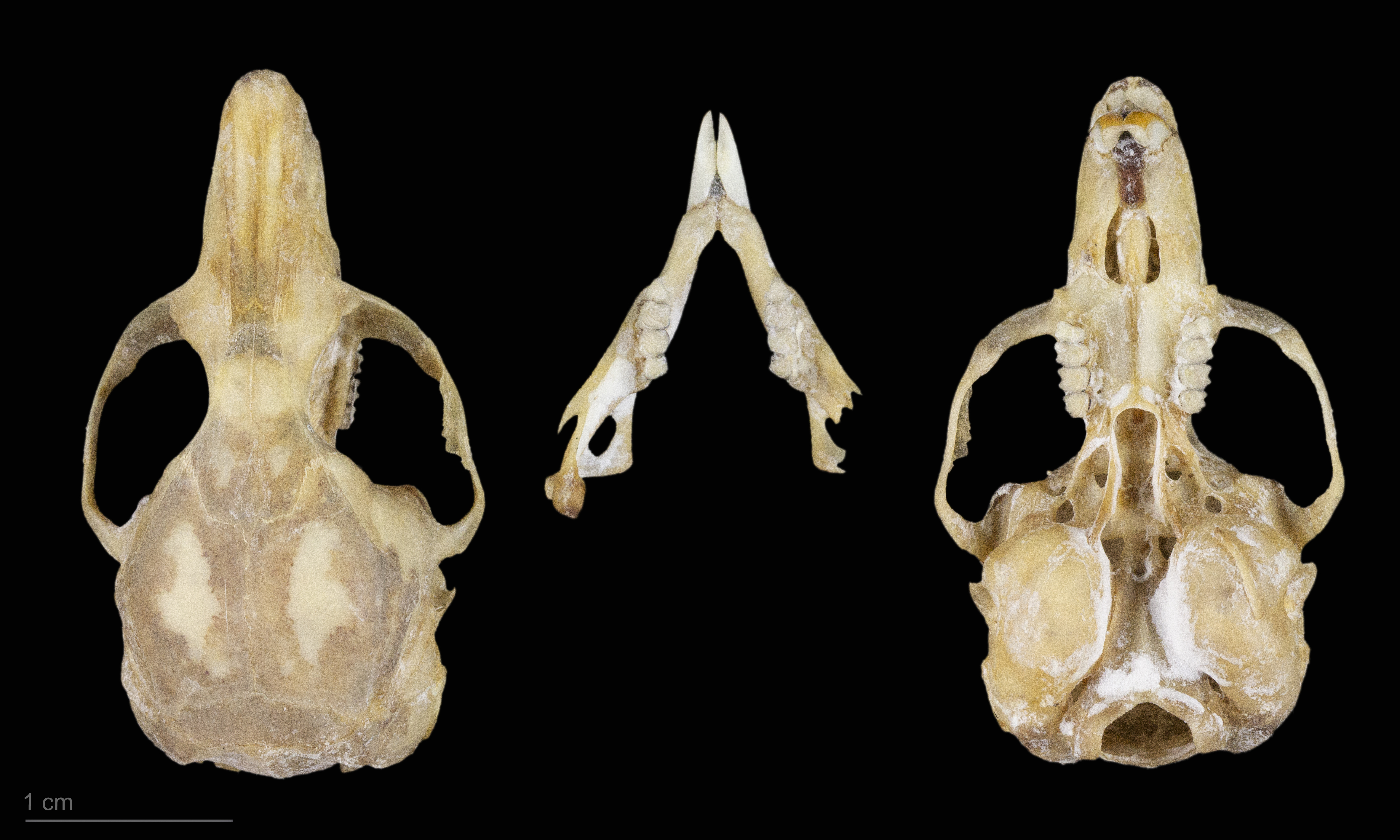
Eliomys quercinus